# Astragalus kirpicznikovii
Astragalus kirpicznikovii är en ärtväxtart som beskrevs av Aleksandr Alfonsovitj Grossgejm. Astragalus kirpicznikovii ingår i släktet vedlar, och familjen ärtväxter. Inga underarter finns listade i Catalogue of Life.